# 교향곡 25번 (모차르트)

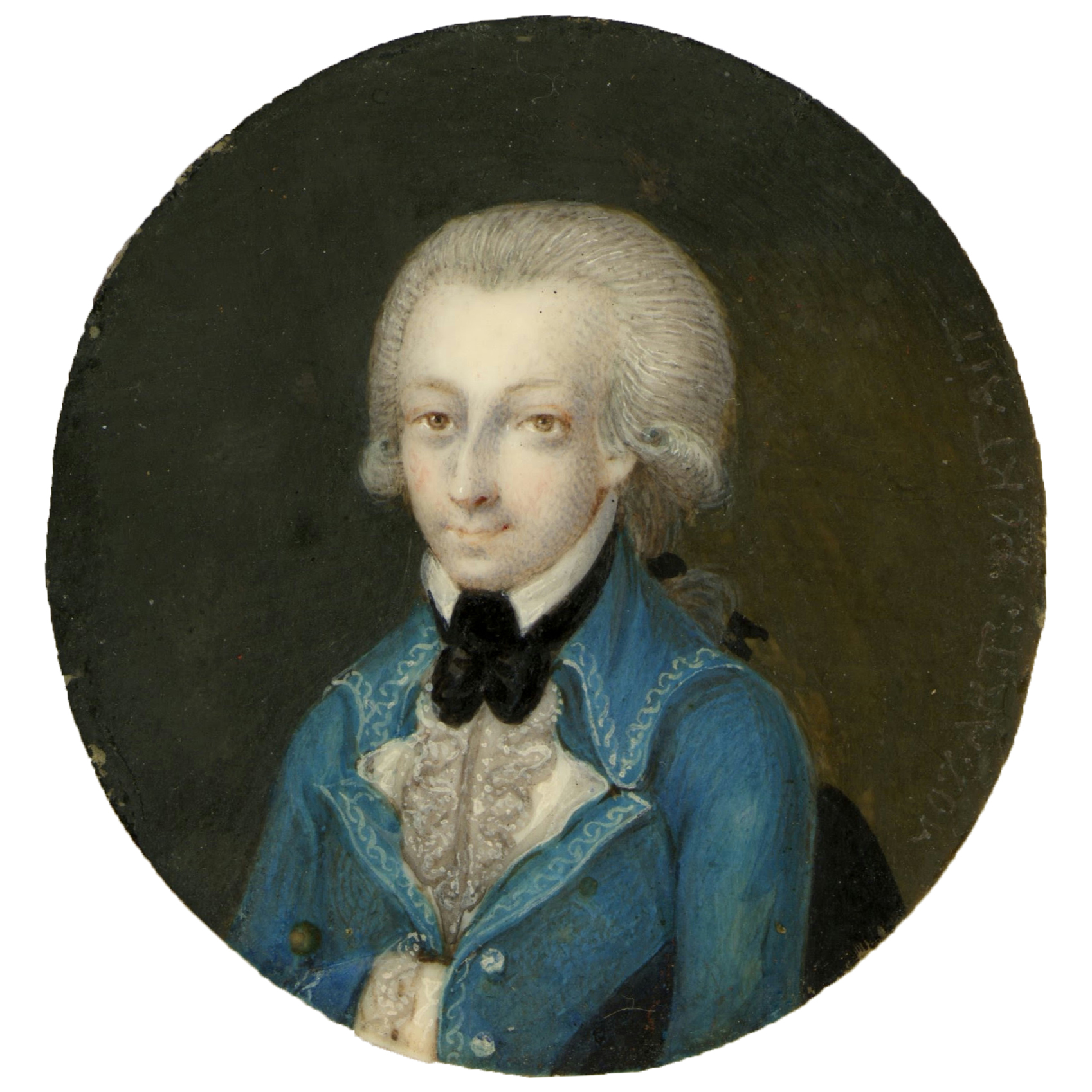
1773년의 모차르트 초상화

교향곡 25번 g 단조(K. 183/173dB, Symphony No. 25)는 볼프강 아마데우스 모차르트가 작곡한 교향곡이다. 그가 이탈리아 여행 중에 작곡한 오페라 세리아(opera seria) 《루치오 실라》(Lucio Silla)의 성공에 뒤이어, 잘츠부르크로 돌아오는 길에 교향곡 24번 B flat 장조의 완성 이틀 후 이 곡이 완성된 것으로 적혀 있는데, 실제로 일주일도 채 안되어 두 곡을 완성했을 가능성은 적으며, 정확한 날짜는 확실하지 않다. 모차르트의 또 다른 하나의 단조 교향곡인 40번('큰 g 단조 교향곡')과 비교해서 '작은 g 단조 교향곡'이라고 불리기도 한다.

## 악장
이 교향곡은 다음과 같은 전형적인 고전 시대 음악의 교향곡 형태를 따른다.
1. 알레그로 콘 브리오 (Allegro con brio)
2. 안단테 (Andante)
3. 메뉴에토 (Menuetto)
4. 알레그로 (Allegro)

이 곡은 전체적으로 볼 때, 단조의 곡이라는 면에서 모차르트뿐만 아니라 다른 고전 시대 작품 가운데서 일반적이지 않다. 당시 독일의 슈투름 운트 드랑(Sturm und Drang; 疾風과 怒濤) 운동에 영향을 받은 것으로 분류되기도 한다. 모차르트의 단조 교향곡은 교향곡 40번과 이 곡뿐이며, 교향곡 40번 역시도 이 운동에 영향을 받은 것으로 볼 수도 있다. 단조의 사용도 그렇지만, 이 곡은 특이한 편성(특히 현악기)으로 특별하다.

### 제1악장
브라우저에서 소리 재생을 지원하지 않습니다. 오디오 파일을 다운로드할 수 있습니다.

### 제2악장
브라우저에서 소리 재생을 지원하지 않습니다. 오디오 파일을 다운로드할 수 있습니다.

## 대중 문화에 끼친 영향
이 곡의 첫 번째 악장은 영화 《아마데우스》 시작 부분의 배경 음악으로 잘 알려져 있다. 첫 악장의 첫 번째 주제부는 헤비 메탈 밴드인 Savatage의 음반 Dead Winter Dead 중 "Mozart And Madness"라는 곡의 중간 부분에 사용되기도 했다.
음악 비디오 게임인 펌프(Pump It Up)에는 이 곡을 BanYa가 리믹스한 것이 사용되었다.